# Анастасиевка (Ростовская область)
Анастасиевка — село в Матвеево-Курганском районе Ростовской области. Административный центр Анастасиевского сельского поселения.

## География

### Улицы
| - пер. Газетный, - пер. Горького, - пер. Исполкомовский, - пер. Кирпичный, - пер. Колхозный, - пер. Комсомольский, - пер. Степной, - пер. Чкалова, | - ул. Ленина, - ул. Луначарского, - ул. Октябрьская, - ул. Пионерская, - ул. Пролетарская. |

## История

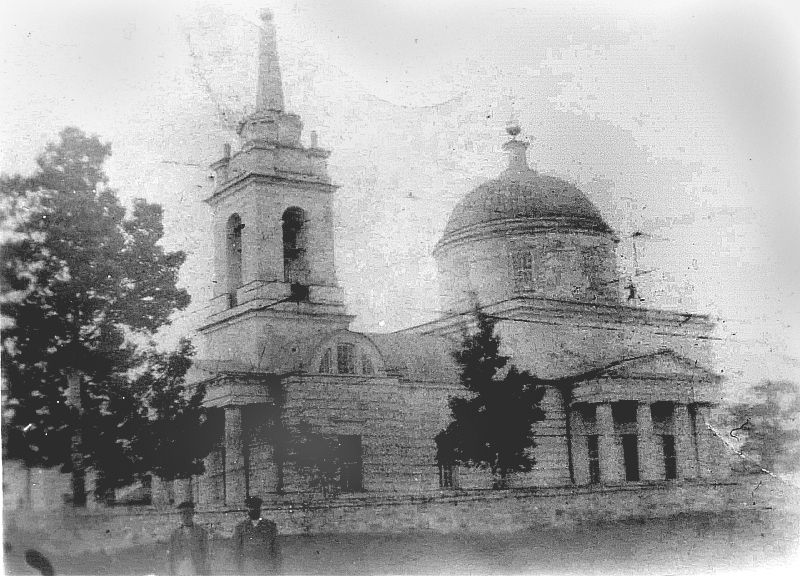
Анастасиевка. Церковь Покрова Пресвятой Богородицы

С 1802 году вся территория Земли Войска Донского была разбита на начальства.
А. К. Денисов получил землю (определение войсковой канцелярии 26 октября (8 ноября) 1805 года) на которой уже существовали два хутора (жители которых считали себя «тавричанами») между которыми он в 1806 году и поселил малороссийских крестьян из слободы Елисоветовки, Павловского уезда Воронежской губернии:

«1806 года июня 7-го дня сообщение Воронежской казённой палаты коим она требует с генерал-майора и кавалера Андрияна Денисова переводимых им с тамошней губернии Павловского уезда из слободы Елисоветовки малороссийских крестьян, значащихся в приложенном регистре мужеского пола 250 душ во вновь строящуюся его Денисова в ведомстве уездного начальства слободу Анастасиевку при реке Еланчик буде препятствие не окажется с будущего 1807 года причислить и поизключить с тамошней губернии с того же времени равно в которой посылаемой из сем канцелярии в экспедициюдля свидетельства государственных счетов ведомости оные душы по сему войску показаны будут оную палату уведомить.»
 Источник ГАРО ф. 341 оп. 1 дело 74.

Название села — Анастасиевка — вызывает споры у историков, исследователей и жителей Матвеево-Курганского района на протяжении многих лет. Все они сходятся в одном — хутор на этих территориях основал Адриан Карпович Денисов в 1806 году. Он заселил эту местность крестьянами, ранее проживавшими в Павловском уезде Воронежской губернии. Краеведы озвучивали версию, что хутор был назван Денисовым Анастасиевкой в честь жены Анастасии, в браке с которой было рождено три сына и дочь. Однако есть и другая версия, полностью опровергающая первую. В ней уверены жители хутора Анастасиевка, и их доводы подтверждаются фактами в литературе.
В книге «Донские дворянские роды», датированной 1902 годом, указывалось, что основатель села был похоронен на его территории. Но его женой была не Анастасия, а Мария Персидская, которая происходила из богатого казачьего рода. Их брак не был счастливым, потому что был заключён без любви.
Неизвестно, сколько детей было у Екатерины Денисовой и её мужа, но одного из них точно звали Адриан. Он сохранил воспоминания своего деда, передал их литератору Адаму Петровичу Чеботарёву для того, чтобы те публиковались в журнале «Русская старина». Вторым внуком Денисова мог быть есаул Андрей Егоров, который упоминается в документах как владелец земли на здешней территории. А вот мать Денисова звали Анастасией Ивановной. В честь неё и было названо село. Сохранились ведомости, что могилы жены, дочери, зятя и самого Денисова располагались рядом с церковью, хотя после революции 1917 года могила атамана была уничтожена В настоящее время точно установленочто, что у Денисовых, была единственная дочь Екатерина, а её мужем был полковник лейб-гвардии казачьего полка Иван Афанасьевич Егоров.(у Екатерины Адриановны и Ивана Афанасьевича Егоровых было трое детей, Две дочери Екатерина Ивановна Егорова вышла замуж за Машлыкина Никанора Акимовича и Акилина Ивановна Егорова вышла замуж за Любицкого Якова Ивановича и сын Егоров Адриан Иванович.) правнучка атамана Денисова Надежда Адриановна Егорова оставила воспоминания о жизни в Анастасиевке, которые ее муж Савёлов Л. М. опубликовал в журнале «Новик» в 1942г в эмиграции под названием «Денисовы и Егоровы владельцы Анастасиевки»
Сама церковь была построена в 1824 году и получила название Церковь Покрова Пресвятой Богородицы. C 1888 по 1893 священником слободы Анастасиевка был Нафанаил (Троицкий Никодим Захарович, родился 20 октября 1864 года в Области Войска Донского). Окончил Донскую духовную семинарию в 1886 году, поступил в Киевскую духовную академию, но в 1887 году по семейным обстоятельствам уволился из академии. С 1888 года — священник слободы Анастасиевка. В 1893 году поступил в Казанскую духовную академию.
Есть основания полагать, что могила атамана была случайно найдена в 1960-х годах при прокладывании водопровода. Работы проводились близ церкви, когда ковш экскаватора случайно задел захоронения. В них обнаружилась богатая парчовая одежда. Находку афишировать не стали, место зарыли, а в 1980-х в этом месте асфальтировалась дорога.
Мужская церковно приходская школа Донской епархии в с. Анастасиевка открылась 2 октября 1886 года https://vivaldi.dspl.ru/bx0000215/view#page=44 Архивная копия от 14 февраля 2017 на Wayback Machine
в 1890 году ей завед. законоучитель священник Николай Троицкий, учитель дьякон Павел Яковлевич https://viewer.rusneb.ru/ru/rsl01003864914?page=367
22 сентября 1892 года в Анастасиевки открылась женская школа грамоты.
На 1901 год попечитель церковно-приходской одноклассной мужской школы с. Анастасиевка Николай Андеевич Егоров, учитель псаломщик Павел Поляков, помощник Семен Романенко.https://viewer.rusneb.ru/ru/rsl01003864903?page=319
На 1901 год попечитель церковно приходской одноклассной женской школы с. Анастасиевки Николай Андреевич Егоров, учительница Софья Губанова https://viewer.rusneb.ru/ru/rsl01003864903?page=319
С 1981 года волостным старшиной Анастасиевской волости был крестьянин Федот Иванович Федченко https://viewer.rusneb.ru/ru/rsl01003864922?page=46
С 1890 по 1908 волостным старшиной Анастасиевской волости был крестьянин Артем Ефимович Антоненко https://dlib.rsl.ru/viewer/0104 в 1901 году http://elib.4 Архивная копия от 20 июля 2019 на Wayback Machine . на 1907 год — https://viewer.rusneb.ru/ru/rsl01003864897?page=125,  на 1908 https://viewer.rusneb.ru/ru/rsl01003864896?page=130
С 1909—1910 волостным старшиной Анастасиевской волости был Григорий Васильевич Скрыпченко (1909 https://dli, 1910 https://dlib.rsl.
В 1911 волостным старшиной Анастасиевской волости был Дорофей Петрович Коваленко https://viewer.rusneb.ru/ru/rsl01003864893?page=119
С 1912 −1916 волостным старшиной Анастасиевской волости был Петр Иванович Чугунков https://dlib.rsl.ru/124 1916 https://dlib.rs
На 1910 год в Анастасиевки мукомольная мельница принадлежала Куприну С.Н. бакалейный магазин Лебедеву В.П. https://viewer.rusneb.ru/ru/rsl01004001500?page=174&rotate=0&theme=white Архивная копия от 14 июля 2021 на Wayback Machine

### Участие жителей Анастасиевки в Первой мировой войне.
В соответствии с именным Высочайшим Указом Правительствующему сенату о переводе части армии на военное положение подписанным Николаем II 16 июля 1914 года в Петергофе, и опубликованым 18-го числа призывались на действительную службу, согласно действующему мобилизационному расписанию 1910 года, нижние чины запаса проживавшие в Анастасиевской волости Таганрогского округа Области войска Донского, кроме этого население волости должно было поставить в войска лошадей, повозки и упряжь. Основная масса мобилизованных нижних чинов запаса из жителей Анастасиевской волости (около 90 человек) была направлена 20-22 июля 1914 года для прохождения службы в 284-й пехотный Венгровский полк . Полк был полностью сформирован из состава кадров размещенного в Ростове на Дону 136-го пехотного Таганрогского полка. 21 августа 1914 года 284-й пехотный Венгровский полк эшелоном со станции Ростов-на-Дону убыл и 25 августа 1914 года выгрузился на ст. Новоселица (Новоселица, Черновицкая обл. Украина), где проходила государственная граница Российской империи и Австро-Венгрии. Полк воевал на Австрийском фронте. В ходе войны из числа уроженцев Анастасиевской волости проходивших военную службу в 284-й пехотном Венгровском полку убито 3 человека, ранено более 40 человек, пропало без вести более 20 человек, попали в плен 23 человека. Другие две большие группы мобилизованных были направлены: первая в 78-й пехотный Навагинский генерала Котляровского полк, вторая — в 163-й пехотный Ленкоранско-Нашебургский полк. Одним из первых жителей Анастасиевки погибшим в первую мировую войну значиться ефрейтор 284-го пехотного Венгровского полка Молчанов Степан Антонович, погибший 16 октября 1914 в бою с австро-венгерскими войсками у населённого пункта Надворная (ныне Ивано-Франковская область Украина).
- Награждены георгиевским крестом 4 степени
- Витченко Иван Андреевич, рядовой 78-го пехотного Навагинского полка, награжден в 1916 https://gwar.mil.r/ Архивная копия от 7 декабря 2019 на Wayback Machine
- Логвинов Максим Маркович, рядовой 284 пехотного Венгровского полка, в 1915 награжден https://gwa
- Никулин Андрей Ильич, рядовой 78-го пехотного Навагинского полка, награжден в 1916 георгиевским крестом 4-й степени № 780211 https://gwar.mil.ru/ Архивная копия от 7 декабря 2019 на Wayback Machine https://gwar Архивная копия от 7 декабря 2019 на Wayback Machine
- Шевченко Григорий Матвеевич рядовой (далее ст.унтер-офицер) 415 пехотного Бахмутского полка, в 1915 https://gwar.
- Кобец Евдоким Агафонович рядовой 284-го пехотного Венгровского полка, в августе 1915 награжден георгиевским крестом 4-й степени № 410638
- Губарев Влас Давидович, ст.унтер-офицер 136-го пехотного Таганрогского полка, в 1914 награжден георгиевским крестом 4-й степени № 68153
- Дядиченко Григорий Мануйлович Георгиевский крест IV-й степени,№ 218532, Место рождения: Донского Войска обл., Таганрогский округ, Анастасиевская вол место службы: 12-й драгунский Стародубовский полк, медфельшер, отличился при сражении под п. Ластьевка
- Любомищенко Павел Федорович Полный Георгиевский кавалер. Георгиевский крест I-й степени № 3974 284 пех. Венгровский полк, ст. унтер-офицер. За то, что в бою 7.06.1915 у Космержина, при штыковой атаке, личным мужеством и храбростью содействовал ее успеху
- Дядиченко Иван Панфилович Георгиевский крест IV-й степени № 733571ефрейтор 78-й пехотный Навагинский полк Дата события14.10.1916 Тип документа Списки награжденных Российский Государственный Военно-исторический архив Фонд № 970 Опись № 3, Дело Именной список солдат 86 пехотного Вильманстрандского полка, представленных к награждению Георгиевскими крестами Документ Именной список нижним чинам 78-го пехотного Навагинского Генерала Котляревского полка, награжденным Георгиевскими крестами 4-й степени за боевые отличия.https://gwar.mil.ru/heroes/document/35000012/?page_id=35001884 Архивная копия от 12 сентября 2021 на Wayback Machine
- Андриевский Иван Афанасьевич рядовой 641-й Донской пешей дружины приказом от 18 января 1917 награжден серебряной медалью "За усердие". Источник РГВИА Фонд: №2067, Штаб главнокомандующего армиями Юго-Западного фронта Опись: №1, Управление генерал-квартирмейстера Номер дела: 53  Архивная копия от 24 сентября 2021 на Wayback Machine

### Гражданская война, коллективизация и раскулачивание
С 5 февраля 1919 по 1925 год в составе Таганрогского округа из РСФСР передана в состав Донецкая губерния Украинской ССР.
На 1925 с. Анастасиевка, Федоровского района,Таганрогского округа, Северо Кавказского края
В 1930 году образована сельскохозяйственная артель «Красный октябрь» число дворов 448 число населения 2248 https://dlib.rsl.ru
На основании решения общего собрания и решения Анастасиевского сельсовета 1935 года, как кулаки высланы в поселок Ниашор, Сысольского района Коми АССР уроженцы села Анастасиевка : Скородинский Василий Владимирович 1890, жена Скородинская Домна Дмитриевна 1891, сын Скородинский Валентин Васильевич 1920, сын Скородинский Дмитрий Васильевич 1919, сын Скородинский Петр Васильевич 1931, дочь Скородинская Анна Васильевна 1924, дочь Скородинская Антонина Васильевна 1922.
23 апреля 1936 приговором выездной сессией спец.судебной коллегии Азово-Черноморского Крайсуда по статье 58-10 ч.1 УК РСФСР (Пропаганда или агитация, содержащие призыв к свержению, подрыву или ослаблению Советской власти или к совершению отдельных контрреволюционных преступлений, а равно распространение или изготовление или хранение литературы) Осуждены: на 2 года лишения свободы уроженец с. Анастасиевка Свищев Иван Демьянович 1892 года; на 3 года лишения свободы проживавший в Анастасиевка Теплов Константин Кузьмича 1893 года рождения; на 5 лет лишения свободы проживавший в Анастасиевка Бабаенко Иван Васильевич 1906 года рождения. 21 апреля 2002 был реабилитирован как жертва политических репрессий Шарий Дмитрий Филиппович 1892 года рождения; 4 апреля 2007 был реабилитирован как жертва политических репрессий уроженец с. Анастасиевка Свищев Архип Степанович 1890 г.р.
До 7 марта 1938 года начальником Анастасиевского районного отдела УНКВД Ростовской области был младший лейтенант госбезопасности Лудищев Николай Николаевич (убыл на должность начальника Вешенского РО УНКВД Ростовской области). с 7 марта 1938 года начальником Анастасиевского районного отдела УНКВД Ростовской области назначен младший лейтенант госбезопасности Нуждин Дмитрий Васильевич (прибыл с должности начальника Целинского РО УНКВД Ростовской области).

### Великая Отечественная война
Первый погибший в Великой Отечественной войне уроженец с. Анастасиевка командир взвода 253 стрелкового полка 45-я стрелковая дивизия (1-го формирования) РККА лейтенант Балашов Василий Андреевич 1917 года рождения. Убит 24.06.1941 под городом Любомль, Волынская область, УССР.
Последний погибший в Великой Отечественной войне уроженец с. Анастасиевка шофёр 141 минометного полка 8 гвардейской армии, рядовой Кравченко Алексей Иванович 1911 года рождения, убит 06.05.1945 в Берлине.
За период войны погибло около шестидесяти уроженцев с. Анастасиевка призванных в РККА. За период войны попало в плен более тридцати уроженцев Анастасиевки.
За период войны военными трибуналами осуждено четыре уроженца села Анастасиевка . Из них приговорено к ВМН (расстрелу) — два человека (самовольное оставление части в боевой обстановке), лишение свободы на срок 10 лет ИТЛ — один человек (измена), лишение свободы на срок 3 года ИТЛ — один человек (неосторожное убийство сослуживца).
- 24.06.1941 — Командир взвода 253 стрелкового полка лейтенант Балашов Василий Андреевич 1917 г.р., убит в бою в районе г. Любомль.
- 27.06.1941 — Рядовой 344 строй. бат. Ткаченко Иван Васильевич 20.04.1911 г.р. Захвачен в плен в районе г. Лида судьба неизвестна.
- 29.06.1941 — Рядовой 132 строй. бат. Воробьёв Петр Васильевич. Захвачен в плен Латвия. Умер в плену 19.06.1943.
- 04.07.1941 — Лейтенант 75 артиллерийского полка Кравченко Владимир Дмитриевич 13.06.1921 г.р., захвачен в плен раненым в районе Слоним. В 1943 лишён статуса военнопленного, передан в гестапо и направлен в концлагер.Освобожден 1 мая 1945.
- 06.07.1941 — Рядовой 679 артиллерийского полка Пуц Алексей Яковлевич 16.03.1920 г.р. Захвачен в плен в районе Минска. Умер в плену 21.01.1941 г.[источник не указан 1943 дня]
- 23.07.1941 — Рядовой 343 стрелкового полка Кислицкий Иван Иванович 28.06.1911. Захвачен в плен в районе г. Смоленска. Освобождён.
- 01.08.1941 — Рядовой 343 стрелкового полка Чугунков Трофим Данилович 15.06.1908 г.р. Захвачен в плен в районе Смоленска. Умер в плену 1.12.1941.
- ??.08.1941 — Рядовой Дядиченко (по обд Дедученко) Николай Фомич 06.05.1914 г.р. Захвачен в плен. Умер в плену 07.08.1942 г. Запорожье.
- 22.08.1941 — Рядовой 46 танковой дивизии[источник не указан 1943 дня] Антоненко Николай Мартынович 05.03.1921 г.р., захвачен в плен в районе г. Локня. Освобождён в 1945.
- 26.08.1941 — Командир взвода 676 стрелкового полка младший лейтенант Ткаченко Николай Васильевич. Захвачен в плен в районе г. Великие Луки. Освобождён 5 мая 1945.
- 28.08.1941 Командир взвода 846 стрелкового полка лейтенант Журба Иван Тимофеевич. Захвачен в плен в районе н.п. Балабановка. Освобождён в 1945.
- 12.09.1941 — Рядовой 90 стрелкового полка Касатенко Феоктист Андреевич 1904. Захвачен в плен в районе Одессы. Умер в румынском плену 26.04.1944.
- 19.09.1941 — Рядовой сапёрного батальона Антоненко Егор Михайлович 19.07(06).1910. Захвачен в плен в районе Яготин.
- 24.09.1941 — Командир взвода 661 батальона связи младший лейтенант Алфёров Петр Филиппович 24.10.1914 г.р. Захвачен в плен Магдалиновка. Освобождён 1945 г.
- 05.10.1941 — Рядовой 43 стр.полка Ткаченко Яков Григорьевич 1908 г.р. Умер от пулевого ранения грудной клетки. Похоронен в г. Волноваха.
- 12.10.1941 — Рядовой 34 Семёнов Иван Никитович 04.03.1915 г.р. Захвачен в плен в районе г. Вязьма.
- 10.??.1941 — Командир взвода сводного пограничного батальона НКВД лейтенант Шевченко Иван Калинович 1918 г.р. (до этого офицер 88 погранотряда войск НКВД). Пропал без вести в бою д. Калистово (Волоколамский район).

#### Оккупация Анастасиевки
В октябре 1941 года в период начала оккупации некоторых районов области партизанские отряды Таганрога, Анастасиевского, М.-Курганского, Б. Крепинского районов по целому ряду причин отошли из этих районов с частями Красной Армии и в последующем были разоружены заградительными" частями, охраняющими тыл армии. Основными причинами, послужившими к отходу партизанских отрядов, явились:
а) недостаточное полное и всестороннее изучение личных качеств командиров и бойцов партизанских отрядов и групп, в результате чего в отрядах оказались малодушные люди, породившие настроения неуверенности в действиях отряда в тылу противника;
б) бегство из районов руководителей, включённых в состав партизанских отрядов (секретарь РК ВКП(б) Матвеев Курганского района и с ним 11 человек из числа партийного и колхозного актива);
в) неподготовленность в этих районах продовольственных баз.
Поданным 4-го отдела УНКВД Ростовской области по состоянию па 10 мая 1942 года в области, помимо Неклиновских, действовали и другие партизанские отряды:
1. Фёдоровский п/о — 35 чел.
2. Анастасиевский п/о — 15 чел.

11 октября 1941 — бригада милиции получила распоряжение о несении службы заграждения в тылу 9 армии. Штаб — Анастасиевка, 45 км сев.зап. Таганрога. Источник: Оперативная сводка № 092/оп от 11.10.1941 года Подписали: Начальник войск охраны тыла Южного фронта полковник Соколов, Военный комиссар Охраны тыла Южного фронта Бригадный комиссар Клюев, РГВА ф.38658 оп.1 д.3 лл.218-221, копия.
11 октября 1941 — к 20:00 218 стрелковая дивизия (в составе 150 штыков) одним взводом обороняла с. Анастасиевка и взводом «ЗА» Мало-Кирсановку. Источник: Отчёты о боевых действиях. Дата создания документа: 19.10.1941 г. Архив: ЦАМО, Фонд: 464, Опись: 0005689, Дело: 0071, Лист начала документа в деле: 23 Авторы документа: 9 А, полковник Левин, ст. политрук Кочебин, капитан Казаков
14 октября 1941 — в 12:30 с. Анастасиевка было занято частями 56 кавалерийской дивизии РККА . К 19:00 14 октября 1941 года 155 кавалерийский полк 56 кавалерийской дивизии занимал положение южная окраина Анастасиевки, 159 кавалерийский полк 56 кавалерийской дивизии занимал положение северная окраина Анастасиевки, 161 кавалерийский полк и штаб 56 кавалерийской дивизии занимал положение с.Марфинка (Ростовская область). Источник: Справки. № документа: 250, Дата создания документа: 14.10.1941 г. Архив: ЦАМО, Фонд: 228, Опись: 701, Дело: 224, Лист начала документа в деле: 297 Авторы документа: 9 А, майор Каменев
15 октября 1941 — в 11:00 утра 56 кавалерийская дивизия в составе: 155 , 159 и 161 кавалерийских полков атаковали немцев в направлении Мало-Кирсановка. Штаб 56 кавалерийской дивизии и резерв в составе 1 эскадрона, взвода пулемётов и 2 расчётов 45-мм пушек до 14:00 15 октября 1941 размещался на южной окраине с. Анастасиевка. Погода в течение суток стояла ясная, но дороги после ранее прошедших дождей не просохли и были труднопроходимые. В результате боёв 15 октября 1941 года к 17:30 немцы вновь заняли Анастасиевку. Источник: Боевые приказы и распоряжения. Дата создания документа: 15.10.1941 г .Архив: ЦАМО, Фонд: 3580, Опись: 0000001, Дело: 0001, Лист начала документа в деле: 14 Авторы документа: 56 кд, полковник Ильин; Отчёты о боевых действиях. Дата создания документа: 19.10.1941 г. Архив: ЦАМО, Фонд: 464, Опись: 0005689, Дело: 0071, Лист начала документа в деле: 23 Авторы документа: 9 А, полковник Левин, ст. политрук Кочебин, капитан Казаков
17 октября 1941 — по сообщению штаба 150 сд на 09:20 утра немецкие части в составе до двух батальона пехоты и 6 танков вели наступление со стороны с Анастасиевка в направлении хутор № 3. Источник: Боевые донесения, оперсводки. № документа: 195, Дата создания документа: 17.10.1941 г. Архив: ЦАМО, Фонд: 1115, Опись: 0000001, Дело: 0010, Лист начала документа в деле: 33 Авторы документа: 9 А, комбриг Иванов, капитан Казаков, ст. батал. комиссар Усачев, ст. политрук Кочевин
20 октября 1941 — через с. Анастасиевку на ст. Успенка прошла колонна 16 танко-артиллерийского полка 16 танковой дивизии вермахта.Источник: Marschweg der 7.Batterie Panzer Artillerie Regiment 16 автор Heinrich Koch
21 октября 1941 в период с 15:20-16:10
Экипаж самолета СУ-2 2-й авиаэскадрильи 210-го ближнебомбардировочного авиаполка при проведении разведки войск противника из н.п. Мокрый Еланчик, Васильевка, Марфинская и Анастасиевка был обстрелян сильным огнем зенитной артиллерии. Между н.п. Селезневка и Марфинская обнаружена стоянка до 15 автомашин. На восточной стороне Марфинская, Анастасиевка на огневых позициях находяться 4 орудия, которые вели огонь в сторону Матвеев-Кургана. От Марфинской до Успенской движения войск не обнаружено. В 15:45 экипаж самолета разведчика произвел бомбардировку автомашин между н.п. Селезневка и Марфинская отмечены прямые попадания. Источник Боевое донесени е штаба 210-го ББАП № 266, Дата создания документа: 21.10.1941 г. Архив: ЦАМО, Фонд: 22451, Опись: 0222783с, Дело: 0001, Лист начала документа в деле: 334 Авторы документа: 210 ббап, майор Ильенко, ст. лейтенант Водолажский
5 декабря 1941 — в с. Анастасиевка разместились подразделения 2 танкового полка 16 танковой дивизии вермахта и пробыли около недели.Источник: «Panzer-Regiment 2» (1953).
29 декабря 1941 — в период с 08:35 — 09:30 утра 3 самолёта Миг-3 из состава 55 истребительно авиационного полка — переименован в 16-й гвардейский истребительный авиационный полк атаковали около 30 автомашин на восточной окраине с. Анастасиевка, в результате атаки: 3 машины разбито, убито и ранено до 10 солдат. в период с 11:05 −12:10 утра 3 самолёта Миг-3 лётчики: Павел Крюков, Леонид Тетерин, Василий Шульга из состава 55 истребительно авиационного полка атаковали в с. Анастасиевка до 30 немецких автомашин, в результате атаки 6 машин разбито, сожжён один дом. Источник: Журналы боевых действий. Дата создания документа 20.02.1942 г. Архив: ЦАМО, Фонд: 20076, Опись: 1, Дело: 9, Лист 55, 56.Автор документа: 20 сад.
16 января 1942 — в c. Анастасиевка прибыла и разместилась 7 батарея 16 танко-артиллерийского полка 16 танковой дивизии вермахта, 21 января 1942 убыла на Верхне — Широкино. Источник: Marschweg der 7.Batterie Panzer Artillerie Regiment 16 автор Heinrich Koch
После оккупации в с. Анастасиевка была создана районная управа, бургомистром Анастасиевского района был назначен Иван Ткаченко, на пост заместителя бургомистра по делам немецкого населения (по данным Всесоюзной переписи населения 1939 года в Анастасиевском районе проживало 862 граждан немецкой национальности.) с титулом «Старшина граждан немецкого происхождения» был назначен Григорий Леткеман. Источник: ГАРО. Ф. Р-3983. Оп. 1. Д. 11. Л.9-10об, 135. ЦДНИРО. Ф. Р-9. Оп. 4. Д.503. Л.1,62 .
17 февраля 1943 — в 14:50 Оперсводка штаба 4 гв.мк — В течение дня сформировать отряд 15-20 танков с десантом пехоты и 15-20 автомашин с пехотой — овладеть Анастасиевкой. Выступление отряда задерживается подготовкой переправы через Миус. Источник': Архив: ЦАМО, Фонд: 333, Опись: 4885, Дело: 62, Лист начала документа в деле: 24 Авторы документа: 4 гв. мк, гв. майор Заславский, гв. майор Антонюк
19 февраля 1943 — в 03:00 утра с. Анастасиевка было освобождено частями (13 гв мбр , 12 гв.мбр, 15 гв.мбр, 383 иптап) 4-й гвардейский механизированный корпус . В боях за освобождение Анастасиевки 4-й гвардейский механизированный корпус потерял 2 танка и 7 бойцов мотопехоты. Взято трофеев : оружейно — артиллерийский склад до 800 винтовок, 4 пушки, 2000 снарядов и около 96000 патронов, 48 машин и 13 мотоциклов, продовольственные и вещевые склады. Источник: Отчёты о боевых действиях. Дата создания документа: 23.02.1943 г. Архив: ЦАМО, Фонд: 303, Опись: 4005, Дело: 71, Лист начала документа в деле: 23 Авторы документа: 4 гв. мк.
Об участии в освобождении с. Анастасиевка подразделениями 12 гв.мбр свидетельствуют наградные документы пом. нач .штаба по разведке 12 гв. мбр ст. л-нта Панчук С. А. Из которых значиться, что разведчиками 12 гв. мбр в Анастасиевки захвачен 21 пленный . Источник: Фронтовой приказ №: 107/н От: 20.05.1943 Издан: ВС Южного фронта Архив: ЦАМО Фонд: 33Опись: 690306 Единица хранения: 607.
По овладению с. Анастасиевка 13 гв. мбр заняла оборону на северной окраине села. В c .Анастасиевка только подразделениями 13 гв. мбр захвачено 10 автомашин, 5 мотоциклов, склад с вооружением и продовольствием. От 2 гв. мотострелкового батальона 13 гв. мбр 4 гв. мк было выслано боевое охранение в с. Марфинка (Ростовская область). В течение дня непрерывно велась разведка, в районах дорог прилегающих к с. Анастасиевка, было захвачено 2 автомашины и находившиеся в них 5 мл.офицеров и 4 солдата .Источник: Журналы боевых действий. Дата создания документа: 14.04.1944 г. Архив: ЦАМО, Фонд: 3327, Опись: 1, Дело: 3, Лист начала документа в деле: 1 Авторы документа: 13 гв. мбр.
В наградных листах пом. комвзвода разведроты 13 гв.мбр гв. ст.сержанта Сердюк Ф. П. и командира отделения взвода разведки разведроты 13 гв. мбр. гв. ст.сержанта Храпонова М. Е. указано, что четыре разведчика на дороге Марфинка-Анастасиевка захватили легковую машину с двумя офицерами шофёром и солдатом. Источник: Приказ подразделения №: 1/н От: 01.03.1943 Издан: 13 гв. мехбр Архив: ЦАМО Фонд: 33 Опись: 682526 Единица хранения: 839 № записи 16538856
20 февраля 1943 — утром из граждан Анастасиевки был организован партизанский отряд в составе 125 человек вооружённых трофейными винтовками и пулемётами и направлен на оборону в с.Марфинка (Ростовская область) со 2 гв. мотострелковым батальоном 13 гв. мех.бригадой 4 гв. мех. корпуса. Источник: Журналы боевых действий. Дата создания документа: 14.04.1944 г. Архив: ЦАМО, Фонд: 3327, Опись: 1, Дело: 2, Лист начала документа в деле: 1 Авторы документа: 13 гв. мбр
21 февраля 1943 — 40 немецких танков и 3 батальона пехоты противника атаковали Анастасиевку, 7 часов длился бой. Противник потерял 10 танков из них 9 сгорело. К этому времени в корпусе осталось 7 боеспособных танков.Источник: Отчёты о боевых действиях. Дата создания документа: 23.02.1943 г. Архив: ЦАМО, Фонд: 303, Опись: 4005, Дело: 71, Лист начала документа в деле: 23 Авторы документа: 4 гв. мк
Из воспоминаний командира 116 танкового батальона 16 моторизованной дивизии вермахта капитана Герхарда Теббе:

Погода изменилась, стало ясно. В 05:15 116 танковый батальон под командованием капитана Герхарда Теббе с приданной 4 ротой 165 мотоциклетного батальона под командованием обер-лейтенанта Фрица Эйлера (16-я пехотная дивизия (вермахт)) во взаимодействии со 2 танковой ротой 503-й тяжёлый танковый батальон под командованием обер-лейтенанта Хальманна (в составе танков Тигр в количестве 2 штук, танков PzKpfw III в количестве 8 штук) должна атаковать с. Анастасиевку для уничтожения советского 4 механизированного корпуса.
По замыслу 503-й батальон тяжелых танков должен атаковать Анастасиевку с севера, а 116 танковый батальон капитана Теббе атаковать село с восточной и южной стороны. Однако начало атаки пришлось отложить потому, что 503-й батальон тяжелых танков прибыл в район сосредоточения поздно. Только в 07:30 утра все подразделения вышли в район сосредоточения высота 127.8 примерно в 7 км к юго-востоку от Анастасиевки. По плану в 8 часов утра танковая группа 116 танкового батальона капитана Теббе Г., должна была начать ложную лобовую атаку восточной окраины Анастасиевки, в направлении высота 66.9 , с целью вынудить русских отойти к западной окраине села, одновременно с этим 2-я танковая рота 503-го батальона тяжелых танков должна была атаковать Анастасиевку с севера, а усиленная 3 танковая рота 116 танкового батальона под командованием обер-лейтенанта Клауса Кюне ("Усиленная танковая рота. Состав: 15 танков PzKpfw III, 2 танка PzKpfw IV, командир — обер-лейтенант Кюне, командиры взводов — лейтенанты Гиттерманн, Бишпинг, Хальбах и обер-фельдфебель Альгермиссен Вальтер. На 29.11.1942) должна была атаковать Анастасиевку с юга, 3 танковая рота 116 танкового батальона была усиленна взводом танков Т-IV под командование обер-лейтенанта Роуза и 4 ротой 165-го мотоциклетного батальона. Солдаты мотоциклетного батальона были рассажены на танки. С начала атаки связь с 503-м батальоном тяжелых танков пропадает. В 8 часов утра начинается атака Анастасиевки. На расстоянии 2000 метров от села около 12 русских танков и противотанковых орудий из южной части Анастасиевки открывают огонь. Солдаты 165-го мотоциклетного батальона залегают. Русский самолёт разведчик, который должен был взлететь сбит одним их наших танков.

(Согласно шифротелеграмме № 4445 поданной в 15:10 из 4 гв. мк 21.02.1943 г. донесение № 10 "Самолёт связи разбился и сгорел, лётчик у нас! Такасчишин) Источник: Журналы боевых действий. Дата создания документа: 01.03.1943 г. Архив: ЦАМО, Фонд: 64, Опись: 505, Дело: 101, Лист начала документа в деле: 1 Авторы документа: ЮжнФ, Матвейшин, майор Розентул .
По воспоминаниям командира взвода управления 14 гв. мбр 4 гв. мк лейтенанта Яворского Г.Ф:

В полдень на западной стороне села сел наш «кукурузник». Минут через 10 подбежал к нему немецкий танк и прямой наводкой попал в самолёт, и он сгорел.
Передовая группа обнаруживает, что дорога заминирована. Мотоциклетный батальон атакует в пешем порядке. Два Т-34 подбиты в юго-восточном углу Анастасиевки они горят. Противотанковое орудие русских на высоте к западу от Анастасиевки уничтожается прямым попаданием. Предположительно около 12-14 танков русских отступили в этот район. Примерно в 100 метрах от южной окраины Анастасиевки расположены стрелковые позиции, в юго-западной части села тяжелые миномёты, которые уже стреляют по нам. Воспользовавшись впадиной и огневой поддержкой, одному взводу удаётся быстрой атакой прорвать оборону и добраться до южного края Анастасиевки и закрепиться в первых домах. Русские отступили в центр села, солдаты 165 мотоциклетного батальона под прикрытием танков начинают прочесывать дом за домом. Наконец 3 танковая рота 116 танкового батальона под командованием обер-лейтенанта Клауса Кюне достигла следующей линии: правый фланг находиться в юго-восточной части села, левый фланг на западном краю деревни. На южной окраине села используется два танка Т-IV. Противник перегруппировывается, обнаруживаются два Т-34 с пехотой. Один Т-34 пробивает переднюю линию и прорывается на юг, другой Т-34 укрывается за домом. Вражеская контратака ведётся по обе стороны деревенской дороги в направлении на восток. Солдаты 165 мотоциклетного батальона сидящие на танках стреляют в пехоту противника с 20-мм зенитного пулемёта, она несёт большие потери. В благоприятный момент удаётся подбить прорвавшийся на юг Т-34. Таким образом контратака противника отбита. В этот момент командир 16 моторизованной дивизии генерал Герхард Шверин предлагает капитану Теббе поддержку авиации. Теббе запрашивает по радио командира группы танков 503 батальона тяжелых танков обер-лейтенанта Хальманна местонахождение его танков. Обер-лейтенант Хальманн сообщает, что атака идёт хорошо, и он уже достиг северной части Анастасиевки. Танки капитана Теббе уже подходят к мельнице, и он отказывается от поддержки авиации, чтоб не повергать опасности свои части. Несмотря на тяжелый бой в Анастасиевки командир группы танков 503-й тяжёлый танковый батальон обер — лейтенант Хальманн сообщает, что он находиться в северной части Анастасиевки, но противника не видит. капитан Теббе требует, чтоб обер — лейтенант Хальманн подал световые сигнала для обнаружения себя. Однако выпущенных световых сигналов не видно. Вскоре по радио выходит обер — лейтенант Хальманн и говорит "Вы будете смеятся, но, я нахожусь в другом месте, а именно в северной части с.Марфинка (Ростовская область) ". Капитан Теббе не собирается смеяться над этим сообщением потому, что это означало, что цель — уничтожение 4 механизированного гвардейского корпуса под угрозой. Поддержка авиации теперь не требовалась из-за упущенного времени. Через некоторое время обер-лейтенант Хальманн сообщил, что из-за сильной обороны русских атака Анастасиевки была не возможна. («по сообщениям подбито 12 танков Т 34 и 8 противотанковых орудий — потери 2 танка Panzer III ,в списках погибших числится унтер-офицер BASCHEK Heinrich дата рождения 06.08.1922 место рождения Wattenscheid убит 21.02.1943 Mius-Abschnit Anastassijewka)

(По данным 13 гв. мбр 4 гв. МК „ В 14:00 14 танков противника с направления х. Селезнёв атаковали обронявшийся партизанский отряд, боевое охранение от 2 мсб и танк 38 танкового полка 13 гв.мбр и после непродолжительного боя потеснили их к Анастасиевки“). Источник: Журналы боевых действий. Дата создания документа: 14.04.1944 г. Архив: ЦАМО, Фонд: 3327, Опись: 1, Дело: 3, Лист начала документа в деле: 1 Авторы документа: 13 гв. мбр.)

Дома и танки горят У следующей атаки нет шансов на успех так как скоро наступит темнота. Противник защищается жестко засев в домах. Воспользовавшись дымовыми завесами подразделения 116 танкового полка вермахт, через высоту 66.9 начинают отход, и в 23:30 въезжает в Латоново, часть подразделений и танки 503 батальона тяжелых танков размещаются против Анастасиевки и в Сарматском ущелье (совхоз 15) в полночь поступает информация о том, что русские попытаются прорваться из окружения.Источник: Durchbruch und Vernichtung des sowjet. IV. Mech. Garde-Korps in der Maulwurfstellung Autor: Gerhard Tebbe (ehem. Maj. u. Kdr. Pz. Abt. 116/Pz.Rgt).

22 февраля 1943 — в 00:30 4 гв. мк по приказу выдвинулся из Анастасиевки на восток, в прорыв пошло 14 танков, 130 машин, 1450 человек личного состава.
24 февраля 1943 в с. Анастасиевка расположились: штаб, 1 и 2 батальоны 179 пехотного полка, 179 противотанковый дивизион (без одного взвода), 179 сапёрная рота и 1 строительная рота 79-я пехотная дивизия (Третий рейх). В дальнейшем размещались следующие подразделения : Ortskommandantur 449 (449-я гарнизонная военная комендатура).
23 марта 1943 — в с. Анастасиевка прибыли: штаб и 1-й батальон 686-го гренадерского полка 336-й пехотной дивизии вермахта, 1-я рота 1-го батальона отдельного 287-го моторизованного полка.
25 мая 1943 — в с. Анастасиевка прибыла 2-я батарея противотанкового дивизиона 294-й пехотной дивизии вермахта (размещалась до 30 июня 1943 года).
22 августа 1943 — разведотделом штаба Южного фронта (4 украинского фронта) ночью в район Анастасиевка-Латоново была десантирована из самолёта разведывательно-диверсионная группа под командованием гвардии сержанта Сухова Н. А. Группа последовательно провела ряд диверсионных актов на дороге Анастасиевка — Латоново, чем создало панику среди противника в районе Анастасиевки. Группа дважды прерывала телефонно-телеграфные линии связи противника в районе Анастасиевка-Латоново. 25 августа 1943 разведчик группы гвардии красноармеец Павлов Б. Я. один на дороге остановил немецкую повозку с двумя немцами и очередью из автомата убили обоих, забрал документы, а повозку подорвал гранатой. 27 августа 1943 года группа вступила в бой с немецкими автоматчиками ехавшими на машине в результате боя тяжелое ранение получил разведчик гвардии красноармеец Павлов Б. Я., немецкая машина была подорвана миной и гранатами. 29 августа 1943 группа соединилась с частями Красной армии доставив ценные разведданные. Источник: Фронтовой приказ №: 7/н От: 30.10.1943. Издан: ВС 4 Украинского фронта Архив: ЦАМО Фонд: 33 Опись: 686044 Единица хранения: 766.
24 августа 1943 — в 18:07 группа в составе 14 самолётов из состава 284 гвардейского бомбардировочного авиаполка старший группы герой Советского Союза гв. подполковник Валентик, Дмитрий Данилович. бомбардировала узел сопротивления и скопления немецких войск в н.п Анастасиевка. Израсходовано: 28 ФАБ-250, 22 ФАБ-100, 2 ЗАБ-100, 4 ЗАБ-100. Результат бомбардировки фотофиксация: 15 разрывов бомб легло на доты и дзоты противника, наблюдались пожары в н.п. Анастасиевка. В 19:07 согласно донесению экипажа самолёта разведчика 284гв. бомбардировочного полка лётчик гв. мл. л-нт Моисеев П.Ф в н.п Анастасиевка наблюдался взрыв и 1 очаг пожара с чёрным дымом . Источник: Журналы боевых действий. № документа: 69, Дата создания документа: 10.09.1943 г. Архив: ЦАМО, Фонд: 22318, Опись: 0135195сс, Дело: 0002, Лист начала документа в деле: 1 Авторы документа: 284 бап, майор Соколов, майор Мазуров
25 августа 1943 — согласно донесению экипажа самолёта разведчика 284-го гв. бомбардировочного авиаполка — лётчик Болдырев в н.п. Анастасиевка пыль предположительно движение колонны, согласно донесению экипажа самолёта разведчика 284-го гв. бомбардировочного авиаполка лётчик гвардии младший лейтенант Моисеев П. Ф. по дороге Анастасиевка на Покрово-Киреево движение колонны 30 машин, по дороге Марфинка-Сухая Крынка — 12 автомашин, в нп. Марфинка — 20 машин, на Мало- Кирсановку — 40 единиц. Источник: Журналы боевых действий. № документа: 69, Дата создания документа: 10.09.1943 г. Архив: ЦАМО, Фонд: 22318, Опись: 0135195сс, Дело: 0002, Лист начала документа в деле: 1 Авторы документа: 284 бап, майор Соколов, майор Мазуров
25 августа 1943 — самолёт разведчик 10 бомбардировочного авиаполка пилот гв. ст. л-нт Мальченко В. Н. обнаружил движение по дороге Мало Кирсановка -Марфинка до 600 единиц техники, в Марфинке : 212 машин и 42 танка.Источник: Фронтовой приказ №: 53/н От: 31.10.1943 Издан: ВС 8 ВА 4 Украинского фронта Архив: ЦАМО Фонд: 33 Опись: 686044 Единица хранения: 1734 № записи 19252714.
27 августа 1943 — в 06:30 утра группа в составе 9 самолётов из состава 284 гв. бомбардировочного авиаполка старший группы гв. капитан Вишняков Е. С. совершила бомбометание на укреплённый пункт на западном берегу р. Мокрый Еланчик западнее с. Анастасиевка .Результат бомбометания : разрывы бомб наблюдались в расположении дотов и скоплений машин, наблюдалось 3 горящих цистерны и 1 взрыв. Расход боеприпасов 18 ФАБ-250, 18 ФАБ-100, 4 ЗАБ 100. По донесению экипажа самолёта-разведчика — лётчик Моисеев в н.п. Анастасиевка в с. Мало-Кирсановка и х. Самойлов наблюдалось двухстороннее движение до 40 единиц. Источник: Журналы боевых действий. № документа: 69, Дата создания документа: 10.09.1943 г. Архив: ЦАМО, Фонд: 22318, Опись: 0135195 сс, Дело: 0002, Лист начала документа в деле: 1 Авторы документа: 284 бап, майор Соколов, майор Мазуров.
27 августа 1943 — звено штурмовиков Ил-2 из состава 686-го штурмового авиаполка пилот: младший лейтенант Чубаров А. П. совершило два вылета в район с. Анастасиевка и с трёх заходов уничтожило 2 танка, 7 автомашин и до 50 солдат противника. Источник: Фронтовой приказ №: 129/н От: 11.09.1943 Издан: ВС 2 гв. А Архив: ЦАМО Фонд: 33 Опись: 682526 Единица хранения: 1292 № записи 16952324.
27 августа 1943 — в период с 18:05-18:20 часов группа в количестве семи самолётов ИЛ-2 74 гв. штурмового авиаполка ведущий Герой Советского союза гв. капитана Бородин, Алексей Иванович под прикрытием 6 самолётов Як-1 атаковала до 50 автомашин и 5 танков в районе юж. окраина Марфинки и на дороге Марфинка -Анастасиевка. Уничтожено до 20 автомашин и 2 автоцистерны. Наблюдали — Марфинская и балка Малая Водяная сплошь забита автомашинами движение которых заблокировано в районе с. Анастасиевка. Источник: Боевые донесения, оперсводки. № документа: 3, Дата создания документа: 27.08.1943 г. Архив: ЦАМО, Фонд: 22185, Опись: 0214767с, Дело: 0001, Лист начала документа в деле: 103 Авторы документа: 74 гв. шап, майор Макаров, гв. майор Дунаев
27 августа 1943 года 4 гв.механизированная бригада в составе двух исправных танков Т-34 и одного исправного танка Т-70, совместно с 1892 самоходно артиллерийским полком в составе исправных СУ 76 −13 штук , 37 гв.танковой бригадой в составе 2 исправных танков Т-34 и двух танков Т-70, а также подразделениемя: 99 гв.мотоциклетного батальона и 36 гв.отдельного бронеавтамобильного батальона повела наступление из района Васильевка в направлении н.п. Ново-Покровский -Шрамко — Краснодаровский.
28 августа 1943 — в 02:30 разведгруппа от 99-го мотоциклетного батальона 2-й гвардейский механизированный корпус под командованием командира роты гв. старшего лейтенанта Данильченко С. Я. в составе 9 человек: командир взвода мотопехоты гв. младшего лейтенанта Привольнева В. В., командира отделения гв. ст. сержанта Мизникова В. В., водителя гвардии красноармейца Гуменюк В. О., гв. красноармейцев — стрелков Мотова Л. Ф., Краснолуцкого В. Д., Кутейникова Н. А., Якименко Н. Ф., Шандакова Д. Н. бронемашины и бронетранспортера M3 Scout Car получившая задачу взять контрольного пленного в х. Рождественский (Ростовская область) подъехав к х. Рождественский атаковала его открыв огонь со всех видов оружия создав видимость больших сил наших войск. Противник численностью до 60 автоматчиков и 3- х средних танков оставил хутор и в панике бежал. Во время боя красноармейцами Мотовым Л.Ф и Шандаковым Д. Н. в огороде были обнаружены 2 немецких офицера и 1 солдат, которых они взяли в плен. В результате атаки захвачено два склада обмундирования. Разведгруппа вернулась в расположение без потерь. Источник: Отчёты о боевых действиях. Дата создания документа: 05.09.1943 г. Архив: ЦАМО, Фонд: 3426, Опись: 0000001, Дело: 0022, Лист начала документа в деле: 207 Авторы документа: 2 гв. мк, гвардии ст. лейтенант Питель.
28 августа 1943 в 4 часа утра 32 гвардейская отдельная танковая бригада под командованием гвардии полковника Гринкевича Франца Андреевича в составе: 12 танков Т-34, 4 танков Т-60 (на всех танках Т-60 требовалась замена пушек) и моторизованного стрелково — пулеметного батальона выступила в район сосредоточения н.п. Васильевка откуда повела наступление в направлении н.п. Селезневка — северная окраина н.п. Синявки и вышла к н.п. Ново-Покровский где заняла оборону на высоте 141.7. При наступлении в районе н.п. Селезневка в ходе боя погиб заместитель командира моторизованного стрелково-пулеметного батальона гвардии капитан Мельниченко Павел Кирилович.
28 августа 1943 — в период с 06:10 до 06:50 16 самолетов „аэрокобра“ 16-й гвардейский истребительный авиационный полка старший группы Покрышкин, Александр Иванович вылетела на сопровождение 18 самолетов ПЕ- 2 для бомбардировки Анастасиевки и 18 самолетов Douglas A-20 Havoc для бомбардировки села Марфинка. В результате бомбардировки с. Марфинки самолетами „Бостон“ несколько бомб упали в с. Синявка. В результате бомбардировки самолетами ПЕ-2 все бомбы легли на восточную окраину с. Анастасиевка. Источник: Журналы боевых действий. Дата создания документа: 29.12.1944 г. Архив: ЦАМО, Фонд: 21990, Опись: 0206868с, Дело: 0001, Лист начала документа в деле: 2Авторы документа: 16 гв. иап.
28 августа 1943 — в 06:30 утра группа в составе 9 самолётов из состава 284 гв. бомбардировочного авиаполка старший гв. капитан Вишняков Е.С совершила бомбометание войск противника в с. Анастасиевка, отмечены прямые попадания по дотам и центру населённого пункта один очаг пожара. Расход боеприпасов 12 ФАБ-250, 24 ФАБ-100, 2 ЗАБ 100, 40 АС-10. Источник: Журналы боевых действий. № документа: 69, Дата создания документа: 10.09.1943 г .Архив: ЦАМО, Фонд: 22318, Опись: 0135195сс, Дело: 0002, Лист начала документа в деле: 1 Авторы документа: 284 бап, майор Соколов, майор Мазуров.
28 августа 1943 — к 08:00 группа немцев в составе 153 человек пытавшаяся выйти из с. Анастасиевка в направлении Екатериновка была взята в плен подразделениями 34 гв. кав полка 9-я гвардейская казачья кавалерийская дивизия. Источник: Журналы боевых действий. Дата создания документа: 23.09.1943 г. Архив: ЦАМО, Фонд: 3470, Опись: 1, Дело: 264, Лист начала документа в деле: 61 Авторы документа: 9 гв. кд.
28 августа 1943 — к 12:00 4-я гвардейская мбр 2-й гвардейский механизированный корпус атаковала Рождественский и к 12:00 овладела им. Здесь захвачены фронтовые склады боеприпасов до 100000 снарядов разных калибров, причем боеприпасы зарыты в землю небольшими партиями, а весь склад занимает огромную территорию. Здесь же захвачен вещевой склад фронтового значения, бензина 30 тонн, автомашин 31 штука — большая часть которых повреждена, мотоциклов 8 из них 4 на ходу. Орудий различного калибра 11 штук, самоходных пушек 2, зерна и муки 50 тонн. Сожжено и подбито 4 танка, уничтожено до 300 немцев, взято в плен 6. За день отбито 8 контратак, 2 немецких штурмовика из пушек сожгли 4 автомашины артдивизиона 4 гв.мбр. Источник: Журналы боевых действий. Дата создания документа 31.12.1945. Архив: ЦАМО, Фонд 3318, Опись 1, Дело 1, Лист начала документа в деле 1а: Авторы документа 4 гв. мбр.
В наградных документах 4 гв. мбр имеются данные только на двоих военнослужащих 4 гв. мбр награжденных за оборону Рождественского
Из наградного листа офицера штаба 4 гв.мбр гв.ст. лейтенанта Швецова М.В пока основные подразделения 4 гв мбр находились и вели бой в районе н.п. Краснодарский он с 9 связистами непосредственно находились в н.п Рождественский в это время противник до двух рот при поддержке 6 танков 2 раза переходил в контратаку. Источник: Приказ подразделения № 39/н от: 25.09.1943 Издан: 4 гв. мбр 4 гв. 2 гв. мк Архив: ЦАМО Фонд: 33 Опись: 686044 Единица хранения: 421 № записи 17782059.
Из наградного листа разведчика разведроты 4 гв. мбр гвардии младшего сержанта Телегина П. К. 28.09.1943 противник крупными силами пехоты при поддержке танков пытался перейти в контратаку с целью захвата н.п. Рождественский .Разведгруппа в количестве 12 человек вступила в неравный бой с противником и уничтожила до 50 гитлеровцев. Источник: Приказ подразделения № 39/н от: 25.09.1943 Издан:4гв. мбр 4 гв. 2 гв. мк Архив: ЦАМО Фонд: 33 Опись: 686044 Единица хранения: 421 № записи 17782059.
28 августа 1943 — в 14:00 6 гв. мбр 2-й гвардейский механизированный корпус сосредоточилась в хутор Васильевка. В 17:00 6 гв. мбр начала наступать на хутор Селезнёв, сопротивление противник не оказывал. Пехота продолжила наступление на село Марфинка. Отходящий противник прикрывал отход артиллерийским и минометным огнём из села Анастасиевка. К 21:00 28.08.1943 части 6гв. мбр заняла хутор № 4. Источник: Дата создания документа: 01.09.1943 г. Архив ЦАМО, Фонд 3320, Опись 0000001, Дело 0009, Лист начала документа в деле 86. Автор документа 6 гв.мбр. гв.полковник Артеменко, гв. майор Власов.
28 августа 1943 — к 16:00 70-й гв. стрелковый полк 24-я гвардейская стрелковая дивизия выбил противника из с. Марфинка и овладел селом. Уничтожено до 70 немецких солдат и офицеров 7 автомашин и 7 пулеметов.28 августа 1943 к 21:00 части 24 гв. стрелковой дивизии заняли положение : 70-й гв. стрелковый полк южная окраина Марфинки, 72-й гв. стрелковый полк 1 км сев-вост окраины Марфинки, 71-й гв. стрелковый полк на южных скатах высоты 137.1. Источник: Журналы боевых действий. Дата создания документа: 02.12.1943 г. Архив: ЦАМО, Фонд: 1099, Опись: 23919 а, Дело: 2, Лист начала документа в деле: 53 Авторы документа: 24 гв. сд.
28 августа 1943 года в 16:00 одновременно с освобождением Марфинки до батальона немецкой пехоты при поддержки 10 танков и нескольких самоходно артиллерийских орудий с района северо-западней Анастасиевки (зап.берег реки Мокрый Еланчик) контратаковали в направлении хутора Ново — Покровский (зап. Синявки) части 32 гв.отдельной танковой бригады под командованием гв.полковника Гринкевич, Франца Андреевича занявшей оборону на высоте 141.7. В результате боя в районе Ново-Покровский потери 32 гв.отдельной танковой бригады составили 50 человек убитыми (перезахоронены в братской могиле в Марфинке) .Источники Боевые донесения, оперсводки. № документа: 238, Дата создания документа: 28.08.1943 г. Архив: ЦАМО, Фонд: 3426, Опись: 0000001, Дело: 0022, Лист начала документа в деле: 219 Авторы документа: 2 гв. мк, гв. полковник Креславский
На помощь 32 гв.отбр в 16 часов была выдвинута 416-я стрелковая дивизия (2-го формирования) с задачей ведения наступления по западному берегу реки Мокрый Еланчик между хутором Ново-Покровским и н.п. Синявка с дальнейшим выходом к Анастасиевки. Однако до 21:00 по данным 2-й гвардейского механизированного корпуса 17 танков противника все же прорвались на участках Марфинская и Анастасиевка и овладели с. Ново — Покровским. Источник Боевые донесения, оперсводки. № документа: 52, Дата создания документа: 28.08.1943 г. Архив: ЦАМО, Фонд: 3470, Опись: 0000001, Дело: 0154, Лист начала документа в деле: 59 Авторы документа: 4 гв. кк, гв. генерал-майор каз. войск Пичугин
28 августа 1943 — 14 минометный полк 33 минометной бригады подчинен 72 гв. стрелковому полку. Полк вел огонь по деревни Анастасиевка. Расход боеприпасов −40 мин. Источник: Журналы боевых действий. Дата создания документа: 13.05.1945 г. Архив: ЦАМО, Фонд: 12901, Опись: 0326225с, Дело: 0001, Лист начала документа в деле: 2 Авторы документа: 14 минп.
28 августа 1943 — 16-й минометный полк 33-й минометной бригады преследовал отступающего противника, в районе Марфинка командир огневого взвода 4-й батареи лейтенант Василец Г. С. по пути движения подобрал немецкий 81-мм миномет 8-cm s.G.W.34 и несколько десятков мин к нему. Когда закончилось горючее и боеприпасы Василец Г. С. оставил взвод в селе а сам выехал на машине с одним расчетом к пехоте и заняв огневую позицию открыл огонь по отходящему противнику. Источник: Журнал боевых действий 33 минбр 2 гв. адп РГК. Дата создания документа 31.12.1944 г. Архив ЦАМО, Фонд 12807, Опись 0000001, Дело:0005, Лист начала документа в деле 1а Авторы документа 33 минбр РГК, капитан Панкратов.
28 августа 1943 — разъезд 30 гв. казачьего кавалерийского полка 9-я гвардейская казачья кавалерийская дивизия в составе 7 сабель старший казак Борисов был послан с задачей установления наличия и род войск противника в Мало-Кирсановке. В отметке 122 разъезд установил, что противник мелкими группами передвигается из Мало-Кирсановки в Анастасиевку. Разъезд спешился оставив лошадей в укрытии за высотой и устроил засаду на дороге Мало-Кирсановка — Анастасиевка. Подпустив 10 идущих по дороге немцев поближе разъезд открыл огонь по ним, в итоге 5 немцев было убито 4 захвачено в плен и были доставлены в штаб.Источник: Отчеты о боевых действиях. Дата создания документа: 21.09.1943 г. Архив: ЦАМО, Фонд: 3470, Опись: 0000001, Дело: 0508, Лист начала документа в деле: 1Авторы документа: 9 гв. кд.
28 августа 1943 — группа в составе 6 ИЛ- 2 из состава 806 штурмового авиаполка 206-я штурмовая авиационная дивизия командиром звена мл.л-нт Смирнов В. Д. уничтожила в балках в районе 5 км юго -восточнее Анастасиевки 5 танков 12 автомашин, взорван склад.
28 августа 1943 — звено ИЛ-2 из состава 232-го штурмового авиаполка 289-я штурмовая авиационная дивизия в составе пилотов младшего лейтенанта Логинова В. Г, младшего лейтенанта Романова П. М. атаковало танки и автомашины в балке восточнее Анастасиевки в результате уничтожено 2 танка, 4 автомашины до 40 солдат. Источник: Фронтовой приказ №: 129/н От: 11.09.1943 Издан: ВС 2 гв. А Архив: ЦАМО Фонд: 33 Опись: 682526 Единица хранения: 1292.
28 августа 1943 — до 21:00 по данным 2-й гвардейский механизированный корпус 17 танков противника прорвались на участках Марфинская и Анастасиевка и овладели с. Ново -Покровским.Источник: Боевые донесения, оперсводки. № документа: 52, Дата создания документа: 28.08.1943 г. Архив: ЦАМО, Фонд: 3470, Опись: 0000001, Дело: 0154, Лист начала документа в деле: 59 Авторы документа: 4 гв. кк, гв. генерал-майор каз. войск Пичугин
29 августа 1943 — немцы оставили Анастасиевку без боя. Противник не достигнув успеха в прорыве из окружения в западном направлении (хутор Рождественский) с рассветом начал отход в юго-восточном направлении Анастасиевка-Латоново». Источник: Журналы боевых действий. Дата создания документа: 03.11.1943 г. Архив: ЦАМО, Фонд: 3426, Опись: 1, Дело: 24, Лист начала документа в деле: 1 Автор документа:2 гв. МК.
4 гв. мбр и 37 гв. танковая бригада 2-й гвардейский механизированный корпус с запада, а 5-я и 6-я гв. механизированные бригады 2-й гвардейский механизированный корпус с севера в ночь с 28 на 29 августа 1943 года овладели Анастасиевкой. Источник: Отчёты о боевых действиях. № документа: 1124, Дата создания документа: 07.09.1943 г. Архив: ЦАМО, Фонд: 3426, Опись: 0000001, Дело: 0013, Лист начала документа в деле: 163 Авторы документа: 2 гв. мк, гв. полковник Креславский
В наградных документах 2 гв. мк за освобождение Анастасиевки награжден один военнослужащий. В наградном представлении на командира 3-го мсб 6-й гв. мбр. гардии капитана Соколова С. С. указанно, что 3-й мсб 6-й гв. мбр совместно с другими подразделениями освобожден ряд селений, в том числе Анастасиевка. Источник: Фронтовой приказ № 159/н от 24.12.1943 Издан: ВС 2 гв. А Архив: ЦАМО Фонд: 33 Опись: 686044 Единица хранения: 3137 № записи 19057575.
29 августа 1943 — в 04:00 после артналета произведенного 535 истребительно -противотанковым артиллерийским полком выпустившем по оступающему из Анастасиевки противнику 50 осколочных снарядов 72-й гвардейский стрелковый полк 24-я гвардейская стрелковая дивизия не встречая сопротивления противника занял опорный пункт в с. Анастасиевка. При этом захвачено трофеев 200 винтовок и большое количество боеприпасов, 1 автомашина и склад с продовольствием. Артиллерийским налетов разбито 35 автомашин и сожжено 5 танков. Источник: Журналы боевых действий. Дата создания документа: 02.12.1943 г. Архив: ЦАМО, Фонд: 1099, Опись: 23919 а, Дело: 2, Лист начала документа в деле: 53 Авторы документа: 24 гв. сд.
Согласно оперативной сводке № 49 штаба 15 оиптабр на 19:00 29 августа 1943 года 535 иптап продвинулся вперед в направлении 24 гв. сд и тремя батареями занимал огневую позицию на зап. окраине с. Анастасиевка (Ростовская область) и двумя батареями один км.сев- вост окраина с. Анастасиевка ведя огонь по отходящему противнику. Источник Боевые донесения, оперсводки. № документа: 49, Дата создания документа: 29.08.1943 г. Архив: ЦАМО, Фонд: 9707, Опись: 0000001, Дело: 0009, Лист начала документа в деле: 89 Авторы документа: 15 оиптабр РГК, подполковник Сторчеус, майор Пеньковский
28 августа 1943 — к 2 : 00 — (29 августа 1943) 416-я стрелковая дивизия (2-го формирования) овладела Анастасиевкой ... учёт захваченных трофеев не организован в результате чего много материальных средств растаскивается местным населением и отдельными бойцами и командирами так было в с. Анастасиевка, с. Мокром Еланчике...Источник: Приказы. Дата создания документа: 01.09.1943 г. Архив: ЦАМО, Фонд: 1738, Опись: 0000001, Дело: 0007, Лист начала документа в деле: 2 Авторы документа: 416 сд.
30 августа 1943 — к 18:00 согласно боевому донесению № 312 поданного 1 гв. ск командующему 2 гв армии авиация противника бомбила районы занимаемые нашими частями и соединениями, особенно сильно подверглась бомбежке Анастасиевка Источник: Боевые донесения, оперсводки. № документа: 312, Дата создания документа:30.08.1943 г. Архив: ЦАМО, Фонд: 805, Опись: 1, Дело:52,Лист начала документа в деле: 199 Авторы документа: 1 гв. ск, гв. генерал-майор Миссан.
30 августа 1943 — в районе хутора Сердюк Анастасиевского района был выставлен загранотряд . Стрелком отдельного стрелкового взвода охраны ОКР «Смерш» 24 гвардейской стрелковой дивизии гвардии красноармейцем Поповым В. М. во время несения службы в этот день было задержано 39 бывших советских военнопленных. Источник: Приказ подразделения № 48/н от 13.10.1943 Издан: 24 гв. сд Архив: ЦАМО Фонд: 33Опись: 686044 Единица хранения: 617 № записи 18090731.
31 августа 1943 — в период с 18:15 до 19:10 10 самолётов «аэрокобра» из состава 16-й гвардейский истребительный авиационный полк вылетев на прикрытие наземных войск над с. Анастасиевка встретила 12 самолётов Henschel Hs 129 которые шли под прикрытием 6 самолётов МЕ-109. В результате боя старший лейтенант Клубов А. Ф. зажег один ХШ-129 который упал южнее с. Анастасиевка и сбил другой ХШ-129 который сел на физюляж в районе с. Анастасиевка. Младший лейтенант Иванов также сбил один ХШ-129 который упал в районе Анастасиевки. Источник: Журналы боевых действий. Дата создания документа: 29.12.1944 г. Архив: ЦАМО, Фонд: 21990, Опись: 0206868с, Дело: 0001, Лист начала документа в деле: 2 Авторы документа: 16 гв. иап.

## Население
| 2010 |
| ---- |
| 1475 |

- 1822-1831 год: Церквей каменных — 1, деревянных — 1; домов господских: каменных — 2, деревянных — 1; крестьянских — 118; мельниц: водяных — 1, ветряных — 1; завод кирпичный − 1[7]. http://elib.shpl.ru/ru/nodes/20664#mode/inspect/page/192/zoom/4 Архивная копия от 19 июля 2019 на Wayback Machine
- Перепись 1859 года: «Слобода Денисова Анастасиевка. Число дворов − 232, число жителей мужского пола — 786 душ, женского пола — 682 души»http://elib.shpl.ru/ru/nodes/14405#mode/inspect/page/81/zoom/6 Архивная копия от 18 июля 2019 на Wayback Machine
- Перепись 1873 года: число дворов −328,отдельных хозяйств-7,мужчин − 1053,женщин −1068,плугов-113, лошадей-291, пар волов — 452, прочего рогатого скота-687,овец-1885. Источник — Список населённых мест Области Войска Донского по переписи 1873 года / Издан Обл. Войска Дон. стат. ком. под ред. А. Савельева. — Новочеркасск : Обл. В. Д. тип., 1875. — [2], X, 275 с. ; 23 см. — Прил. к «Памятной книжке Обл. Войска Донского» на 1875 .
- Перепись 1897 года: мужчин — 1238, женщин — 1176.
- Грамотных : мужского пола −394, женского −51; неграмотных : мужского пола-755, женского 1035; Всего мужского пола −1149, женского-1086.Занятость земледельцев мужского пола-1062, женского −999; скотоводство мужского пола −10, женского −10; ремесленников мужского пола −51, женского-47; на общественной службе мужского пола-6, женского −9; торговцев -мужского пола −4, женского −3; портных −4, сапожников-3, печников-1, кузнецов-2, плотников −3, кирпичников −1, каменщиков-3, шорников-1, бондарей-1, столяров-1. Холостых мужского пола −77, женского-62. В браке мужского пола −421, женского −516; вдовых мужского пола −47, женского −88; разведённых женского пола −2. Слепых мужского пола-2, глухих мужского пола −2, умалишённых женского пола-1https://vivaldi.dspl.ru/bv0000265/view#page=510 Архивная копия от 18 июля 2019 на Wayback Machine
- 1915 Число дворов 487 мужчин −1630 женщин −1628 http://elib.shpl.ru/ru/nodes/46056-alfavitnyy-spisok-naselennyh-mest-oblasti Архивная копия от 5 апреля 2020 на Wayback Machine
- 1925 Число дворов −597, мужчин-1208, женщин −1534, колодцев 537, прудов — 1, парторганизаций −2 ,школ −1, библиотек −2, мельниц-1, маслоб-2 http://elib.shpl.ru/ru/nodes/46192#mode/inspect/page/336/zoom/5 Архивная копия от 20 июля 2019 на Wayback Machine
- Перепись 1926 года: общее количество хозяйств — 620, мужчин −1556 (из них казаков − 3, украинцев-1515), женщин − 1692 (из них казачек — 8 , украинок — 1647)
- июль 1943  Общее число зарегистрированных лиц : Анастасиевка - 6044 человека. Из них: мужского пола до 14 лет -1107, мужского пола старше 14 лет -1503,  женского пола до 14 лет-1080 ., женского пола старше 14 лет- 2354 . Анастасиевский район-21260 человек. Из них : мужского пола до 14 лет -3542 , мужского пола старше 14 лет - 5783 ,  женского пола до 14 лет- 3810., женского пола старше 14 лет- 8125 . Источник Bundesarchivs, документы 593 тылового района. отчет 593-го тылового района 6-й армии вермахта. RH-23-355-0440

### Известные люди
- В Анастасиевке родился советский искусствовед Василий Алексеевич Пушкарёв (1915—2002).
- Здесь также жил и умер Герой Советского Союза Дмитрий Васильевич Осин (1912—1987).
- Савёлова-Савелкова (ур. Егорова) Надежда Андриановна (1859—1934). Место рождения имение Анастасиевка-Денисово. Похоронена на русском кладбище города Пирей, Греция. Действительный член Русского генеалогического общества (СПб.). Член Историко-родословного общества в Москве (с 1905 года). Эвакуирована из Крыма в Грецию в 1920 году. Муж Савёлов, Леонид Михайлович.
- В Анастисиевке рядом с церковью в семейном склепе похоронены атаман войска Донского генерал-лейтенант Денисов Адриан Карпович (1763—1841), его дочь Егорова(Денисова) Екатерина Адриановна (1786-1815г), зять полковник лейб-гвардии казачьего полка Егоров Иван Афанасьевич(?-1861), его внук Егоров Адриан Иванович (1814—1866)